# Droga krajowa B19 (Austria)
Droga krajowa B19 (Tullner Straße)  - droga krajowa w Austrii. Arteria łączy Autostradę Zachodnią z drogą ekspresową S5 oraz z planowaną S3 (obecnie B303). Trasa stanowi naturalny zachodni ciąg obwodowy dla Wiednia. Na krótkim odcinku w rejonie Sieghartskirchen biegnie wspólnym śladem z drogą B1.

## Odgałęzienie B19a
Droga krajowa B19a – krótka odnoga od B19 w mieście Tulln an der Donau – łączy północną wylotówkę z miasta z centrum.